# Chiscas
Chiscas è un comune della Colombia facente parte del dipartimento di Boyacá.
Il centro abitato venne fondato da Hernán Pérez de Quesada nel 1551, mentre l'istituzione del comune è del 5 marzo 1777.